# Brookland (Kent)
Brookland es una parroquia civil y un pueblo del distrito de Folkestone and Hythe, en el condado de Kent (Inglaterra).

## Geografía
Según la Oficina Nacional de Estadística británica, Brookland tiene una superficie de 9,72 km².

## Demografía
Según el censo de 2001, Brookland tenía 453 habitantes (49,89% varones, 50,11% mujeres) y una densidad de población de 46,6 hab/km². El 19,21% eran menores de 16 años, el 71,74% tenían entre 16 y 74 y el 9,05% eran mayores de 74. La media de edad era de 44,18 años. Del total de habitantes con 16 o más años, el 22,13% estaban solteros, el 62,57% casados y el 15,3% divorciados o viudos.
El 95,58% de los habitantes eran originarios del Reino Unido. El resto de países europeos englobaban al 2,43% de la población, mientras que el 1,99% había nacido en cualquier otro lugar. Según su grupo étnico, el 99,33% eran blancos y el 0,67% mestizos. El cristianismo era profesado por el 81,32% y cualquier otra religión, salvo el budismo, el hinduismo, el judaísmo, el islam y el sijismo, por el 0,66%. El 10,77% no eran religiosos y el 7,25% no marcaron ninguna opción en el censo.
197 habitantes eran económicamente activos, 189 de ellos (95,94%) empleados y 8 (4,06%) desempleados. Había 187 hogares con residentes, 4 vacíos y 4 eran alojamientos vacacionales o segundas residencias.